# 485 v.Chr.
Het jaar 485 v.Chr. is een jaartal in de 5e eeuw v.Chr. volgens de christelijke jaartelling.

## Gebeurtenissen

### Perzië
- De overwinning bij Marathon versterkt het verzet en de wil tot verzet. Darius I zal geneigd zijn om aan de Atheners vergiffenis te schenken. De derde strafexpeditie op Griekenland laat 10 jaar op zich wachten. Dit uitstel wordt o.a. veroorzaakt door de dood van Darius.
- Koning Xerxes I (485 - 465 v.Chr.) bestijgt de Perzische troon. Hij breidt het Perzische Rijk verder uit naar Macedonië en Libië tot aan het Kaukasus-gebergte en de Arabische Woestijn.

### Italië
- De tiran Gelon verovert de macht in de stad Syracuse.

## Geboren
- Herodotus van Halicarnassus (~485 v.Chr. - ~426 v.Chr.), Grieks historicus

## Overleden
- Darius I de Grote, koning van het Perzische Rijk, sterft na een regering van 37 jaar